# یلنا دوکیچ
 یلنا دوکیچ (صربی: [Jelena Dokić, Јелена Докић] Error: {{Lang}}: متن دارای نشانه‌گذاری ایتالیک است (راهنما)؛ زاده ۱۲ آوریل ۱۹۸۳) یک تنیس‌باز اهل صربستان است.